# Fundacja Ważka
Fundacja Ważka – organizacja pozarządowa mająca na celu badanie, gromadzenie i upowszechnianie niematerialnego dziedzictwa Dolnego Śląska. Fundacja została założona w 2010 roku we Wrocławiu.

## Działalność

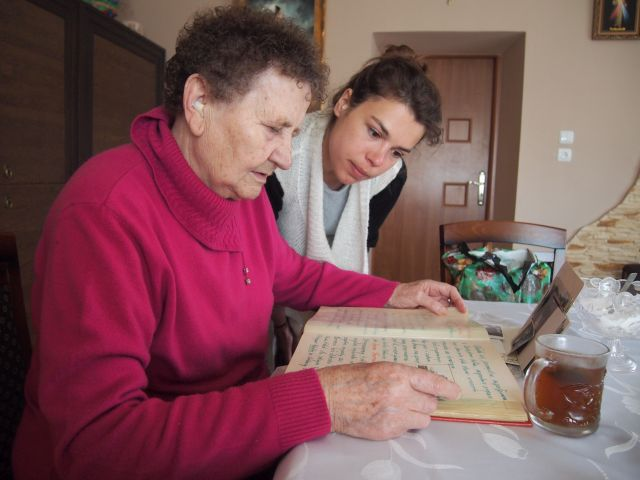
Fundacja Ważka podczas badań terenowych na Dolnym Śląsku. Zofia Ludwiczak i Anna Kurpiel, Lutomia Dolna, 2015

W ramach swoich działań fundacja realizuje etnograficzne badania w terenie metodą wywiadów narracyjnych. Dokumentuje tradycyjne pieśni, muzykę, rękodzieło, obrzędy świąteczne. Wyniki prac terenowych fundacja przedstawia w formie wystaw, były one pokazywane między innymi w Muzeum Etnograficznym we Wrocławiu, Muzeum Ceramiki w Bolesławcu Wśród wydawnictw fundacji wymienić można filmy dokumentalne (Dźwięk wspomnień, Galicjany) i płyty z tradycyjną muzyką ludową z terenu Dolnego Śląska (Od wschodu słońca. Tradycje muzyczne na Dolnym Śląsku, Bronisława Chmielowska. Stare pieśni, Z domu Kida). Fundacja organizuje również warsztaty dla dzieci i młodzieży mające na celu między innymi zapoznanie ich z kulturą ludową. W fundacji działają antropolodzy, etnologowie i kulturoznawcy.

## Główne projekty
- od 2012 – Prze-twórcy ludowi. Program obejmujący etnograficzne badania terenowe[1].
- 2014 – Obraz rzeczy przywiezionych[3][4]. W ramach projektu przeprowadzono etnograficzne badania terenowe, zrealizowano wywiady biograficzne, warsztaty dla dzieci i młodzieży z Nowej Wsi Lubińskiej pod nazwą „Gdzie są Tuligłowy?” oraz wspólnie opracowano „Małą Monografię Nowej Wsi Lubińskiej”[5].

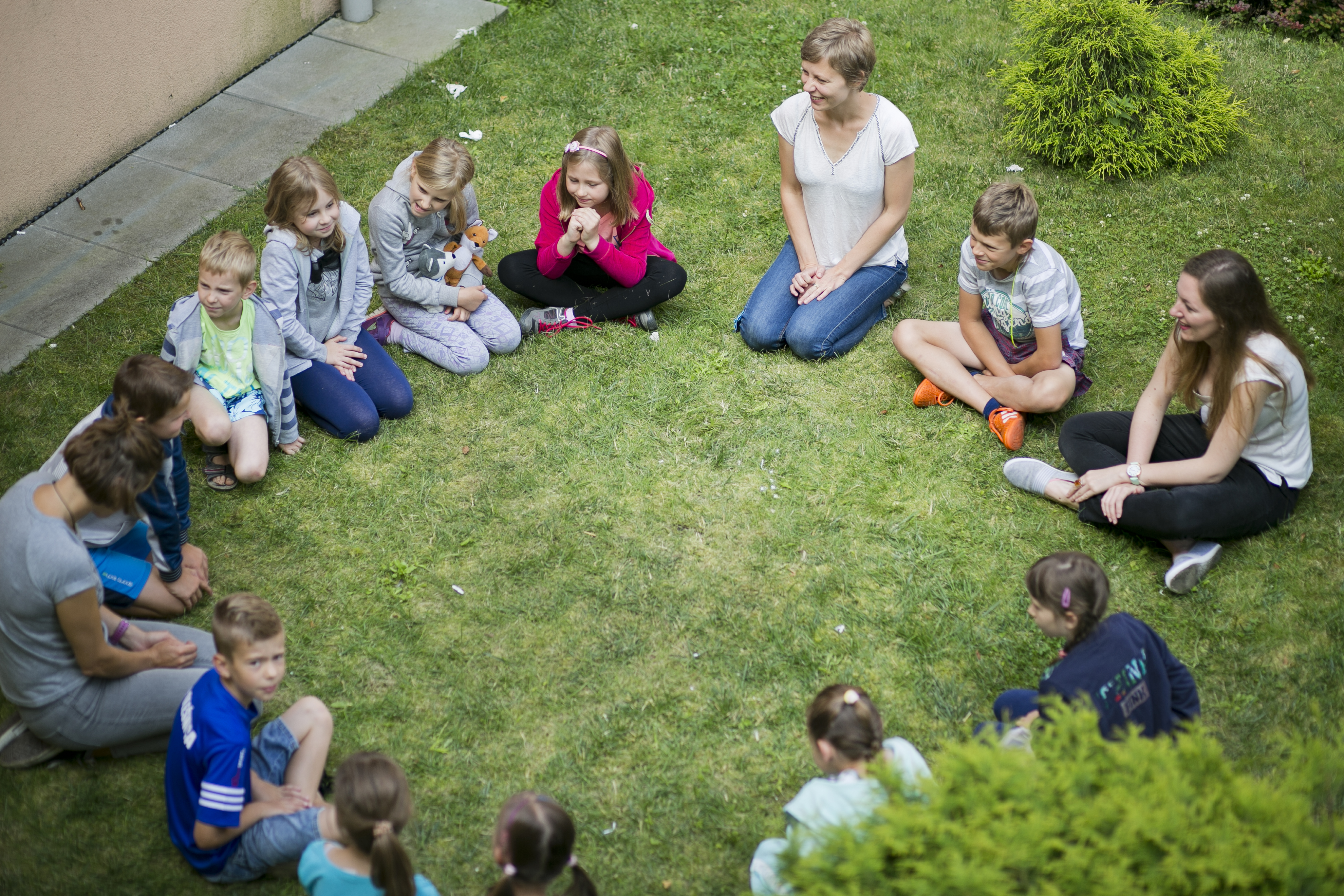
Oleśnicki Dom Spotkań z Historią. Członkowie Fundacji Ważka podczas warsztatów z dziećmi

- od 2014 – Szkoła tradycji. Program realizowany jest od 2014 w ośrodkach wiejskich, a jego celem jest przekazywanie tradycji muzycznych młodszym pokoleniom[6].
- 2015 – Pierwsi w Oleśnicy[7] i Pierwsi w Oleśnicy – mapa wspomnień. Projekt polegał na przeprowadzeniu wywiadów z najstarszymi mieszkańcami miasta.
- od 2015 – Zespoły ludowe – laboratorium etnograficzne. Program obejmuje badania etnograficzne zespołów ludowych[8].
- 2016 – My regionaliści. Program podejmuje próbę określenia pojęcia regionalista i regionalizm[9]
- 2016 – Dożynki 2016 – wymiar lokalny i ponadregionalny. Badania i analiza obrzędowości związanej z dożynkami[10].

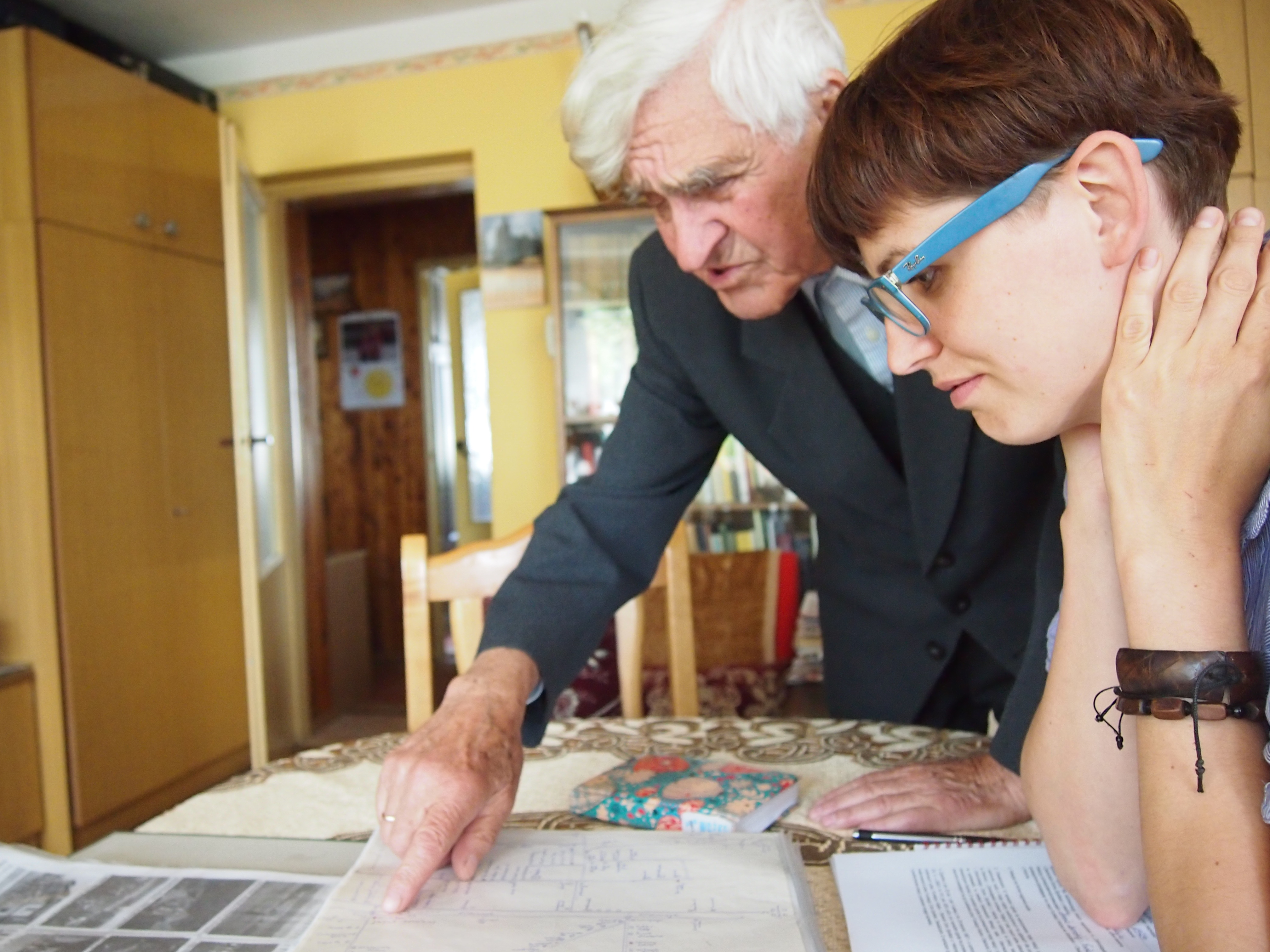
Fundacja Ważka podczas nagrywania relacji biograficznych w Oleśnicy. Franciszek Zarówny i Ewa Mielcarek, Oleśnica 2015

- 2017 – Odkrywki: sztuka i działanie w terenie. Program skierowany do młodzieży z trzech dolnośląskich miejscowości, którego celem było propagowanie nowoczesnej edukacji regionalnej. W ramach tego projektu wydano książeczkę dla dzieci w wieku szkolnym Odkrywnik oleśnicki.

## Dolnośląskie Archiwum Tradycji DAT
Fundacja prowadzi archiwum społeczne oraz Dolnośląskie Archiwum Tradycji DAT, które mają na celu uporządkowanie, opracowanie, digitalizowanie i upowszechnianie dokumentacji zgromadzonej w trakcie działań fundacji od 2012 roku. Dokumentacja – fotograficzna, tekstowa, audio – dotyczy dziedzictwa Dolnego Śląska, między innymi zespołów ludowych (Zespół Śpiewaczy z Ocic, Kapela rodzinna Zielińskich, Śmiłowiónki, Kapela Marciny), muzyków i twórców ludowych (Zygmunt Sarna, Stanisława Latawiec, Jarosław Furgała, Teresa Drozdek, Piotr Burniak, Rozalia Gałka), a także historii Oleśnicy, Dolnego Śląska i ziemi lubuskiej.

## Nagrody i wyróżnienia
- 2017 – tytuł Ambasadora Polszczyzny Regionalnej przyznany przez Radę Języka Polskiego przy Prezydium Polskiej Akademii Nauk w uznaniu zasług dla dokumentowania i ocalenia od zapomnienia dziedzictwa niematerialnego Dolnego Śląska[13][14]
- 2017 – III nagroda w konkursie Fonogram Źródeł organizowanym przez Program Drugi Polskiego Radia dla płyty Z domu Kida[15]
- 2015 – II nagroda w konkursie Fonogram Źródeł organizowanym przez Program Drugi Polskiego Radia dla płyty Bronisława Chmielowska. Stare pieśni[16]